# سانتا ماريا (كاليفورنيا)
سانتا ماريا هي أكبر مدن مقاطعة سانتا باربارا. وتقع على مسافة 120 ميل (190 كم) شمال غرب لوس أنجلس

## المناخ
يظهر الجدول التالي التغييرات المناخية على مدار السنة لسانتا ماريا:
| البيانات المناخية لـسانتا ماريا            | البيانات المناخية لـسانتا ماريا | البيانات المناخية لـسانتا ماريا | البيانات المناخية لـسانتا ماريا | البيانات المناخية لـسانتا ماريا | البيانات المناخية لـسانتا ماريا | البيانات المناخية لـسانتا ماريا | البيانات المناخية لـسانتا ماريا | البيانات المناخية لـسانتا ماريا | البيانات المناخية لـسانتا ماريا | البيانات المناخية لـسانتا ماريا | البيانات المناخية لـسانتا ماريا | البيانات المناخية لـسانتا ماريا | البيانات المناخية لـسانتا ماريا |
| الشهر                                      | يناير                           | فبراير                          | مارس                            | أبريل                           | مايو                            | يونيو                           | يوليو                           | أغسطس                           | سبتمبر                          | أكتوبر                          | نوفمبر                          | ديسمبر                          | المعدل السنوي                   |
| ------------------------------------------ | ------------------------------- | ------------------------------- | ------------------------------- | ------------------------------- | ------------------------------- | ------------------------------- | ------------------------------- | ------------------------------- | ------------------------------- | ------------------------------- | ------------------------------- | ------------------------------- | ------------------------------- |
| الدرجة القصوى °ف (°م)                      | 89 (32)                         | 89 (32)                         | 95 (35)                         | 103 (39)                        | 105 (41)                        | 110 (43)                        | 104 (40)                        | 104 (40)                        | 106 (41)                        | 108 (42)                        | 96 (36)                         | 90 (32)                         | 110 (43)                        |
| الحد الأقصى المتوسط °ف (°م)                | 77.2 (25.1)                     | 79.1 (26.2)                     | 79.8 (26.6)                     | 85.4 (29.7)                     | 84.1 (28.9)                     | 84.1 (28.9)                     | 84.9 (29.4)                     | 84.9 (29.4)                     | 90.1 (32.3)                     | 91.8 (33.2)                     | 84.4 (29.1)                     | 76.2 (24.6)                     | 95.8 (35.4)                     |
| متوسط درجة الحرارة الكبرى °ف (°م)          | 63.4 (17.4)                     | 64.0 (17.8)                     | 65.1 (18.4)                     | 67.2 (19.6)                     | 68.5 (20.3)                     | 70.4 (21.3)                     | 72.6 (22.6)                     | 73.1 (22.8)                     | 73.7 (23.2)                     | 73.0 (22.8)                     | 68.5 (20.3)                     | 63.4 (17.4)                     | 68.6 (20.3)                     |
| متوسط درجة الحرارة الصغرى °ف (°م)          | 39.5 (4.2)                      | 41.7 (5.4)                      | 43.0 (6.1)                      | 44.0 (6.7)                      | 47.4 (8.6)                      | 50.6 (10.3)                     | 53.8 (12.1)                     | 54.2 (12.3)                     | 52.7 (11.5)                     | 48.7 (9.3)                      | 43.0 (6.1)                      | 39.1 (3.9)                      | 46.5 (8.1)                      |
| الحد الأدنى المتوسط °ف (°م)                | 29.8 (−1.2)                     | 31.3 (−0.4)                     | 34.2 (1.2)                      | 35.5 (1.9)                      | 39.7 (4.3)                      | 43.8 (6.6)                      | 48.6 (9.2)                      | 48.7 (9.3)                      | 45.9 (7.7)                      | 40.1 (4.5)                      | 33.1 (0.6)                      | 28.7 (−1.8)                     | 27.1 (−2.7)                     |
| أدنى درجة حرارة °ف (°م)                    | 20 (−7)                         | 22 (−6)                         | 24 (−4)                         | 28 (−2)                         | 27 (−3)                         | 35 (2)                          | 41 (5)                          | 40 (4)                          | 32 (0)                          | 26 (−3)                         | 21 (−6)                         | 20 (−7)                         | 20 (−7)                         |
| الهطول إنش (مم)                            | 2.75 (70)                       | 2.99 (76)                       | 2.64 (67)                       | 0.98 (25)                       | 0.31 (7.9)                      | 0.04 (1.0)                      | 0.03 (0.76)                     | 0.02 (0.51)                     | 0.14 (3.6)                      | 0.60 (15)                       | 1.33 (34)                       | 2.12 (54)                       | 13.95 (354)                     |
| متوسط أيام هطول الأمطار (≥ 0.01 in)        | 7.7                             | 8.7                             | 8.1                             | 4.3                             | 1.6                             | 0.6                             | 0.4                             | 0.5                             | 1.1                             | 3.0                             | 5.2                             | 6.9                             | 48.1                            |
| متوسط الرطوبة النسبية (%)                  | 65.4                            | 72.7                            | 75.7                            | 75.6                            | 78.9                            | 79.3                            | 81.2                            | 79.9                            | 80.5                            | 74.7                            | 71.3                            | 70.8                            | 75.5                            |
| المصدر: NOAA (relative humidity 1961–1990) |                                 |                                 |                                 |                                 |                                 |                                 |                                 |                                 |                                 |                                 |                                 |                                 |                                 |

## أعلام
- مايك سوليفان
- بول كين
- هاريل فليتشير
- غيل بروس
- مايك بيشوب
- مات بلاك
- روبن فينتورا
- نيل ريد
- بيفرلي ماكينزي
- جين راسل